# لیلاج
ابوالفرج محمدبن عبدالله که در نزد مردم به لیلاج و لجلاج معروف است، در اواخر قرن چهارم و اوایل قرن پنجم هجری می‌زیست و آن طور که در کتب تاریخی آمده استاد بازی‌های شطرنج، نرد و سه قاپ بوده‌است. از این رو او را پیر و مرشد قماربازان گفته‌اند. 
پدر او صفة بن داهر از حکمای هند و از ندیمان خلفای بنی عباس بود. او در جوانی به همدان رفت و آن‌جا به زندان افتاد و با پا در میانی ابوعلی سینا از مرگ نجات یافت، ولی دست چپش را قطع کردند. او چند سالی ترک قمار کرد تا این که در یک بازی همه داراییش را باخت و با کمک ابوعلی سینا به شیراز رفت و در گلخن یکی از حمام‌های قدیمی ساکن شد.
ازیراست که در زبان کوچه و بازار خراسانی، به ویژه نزد کودکان و نوجوانان، کسی را که در بازی‌ها، چون تیله بازی، لیس پس لیس، گردو بازی، تخم مرغ بازی و مازلاغ بازی و جز آن‌ها چیره دست و فرز باشد، لیلاج یا لجلاج آن کار یا فن گویند.